# Бор (дрво)
Бор (лат. Pinus) је род зимзеленог четинарског дрвећа, ређе жбуња из породице Pinaceae. Pinus је једини род у подфамилији Pinoideae. Списак биљака који су саставили Краљевски ботанички врт Кју и Ботаничка башта Мисурија прихвата 126 врста борова као тренутно постојеће, заједно са 35 неразврстаних врста и многим другим синонимима. Бор се такође може односити на дрвену грађу добијену из борових стабала; бор је једна од широко заступљених врста дрвета која се користи као резана грађа.

## Таксономија
Род Pinus обихвата око 111 постојећег дрвећа и грмова, у подродовима:
- (тврди борови) и
- (меки борови). Сваки од подродова има неколико секција заснованих на секвенцирању хлоропласт не ДНК. Старије класификације род су делиле у три подрода: Pinus, Strobus и Ducampopinus.[4] – на бази особености шишарке, семенки и листова (иглица). Филогенија, након ДНК анализе, показао је да бивши подрод Ducampopinus примада подроду Strobus, тако да термин Ducampopinus више није у таксономској употреби.[5]

|  | Подсекција Contortae                                                           |
|  |                                                                                |
|  | \| \| Подсекција Ponderosae \| \| \| \| \| \| Подсекција Australes \| \| \| \| |
|  |                                                                                |
|  | Подсекција Ponderosae                                                          |
|  |                                                                                |
|  | Подсекција Australes                                                           |
|  |                                                                                |

|  | Подсекција Ponderosae |
|  |                       |
|  | Подсекција Australes  |
|  |                       |

|  | Подсекција Pinus    |
|  |                     |
|  | Подсекција Pinaster |
|  |                     |

|  | Подсекција Contortae                                                           |
|  |                                                                                |
|  | \| \| Подсекција Ponderosae \| \| \| \| \| \| Подсекција Australes \| \| \| \| |
|  |                                                                                |
|  | Подсекција Ponderosae                                                          |
|  |                                                                                |
|  | Подсекција Australes                                                           |
|  |                                                                                |

|  | Подсекција Ponderosae |
|  |                       |
|  | Подсекција Australes  |
|  |                       |

|  | Подсекција Pinus    |
|  |                     |
|  | Подсекција Pinaster |
|  |                     |

|  | Подсекција Gerardianae                                                        |
|  |                                                                               |
|  | \| \| Подсекција Krempfianae \| \| \| \| \| \| Подсекција Strobus \| \| \| \| |
|  |                                                                               |
|  | Подсекција Krempfianae                                                        |
|  |                                                                               |
|  | Подсекција Strobus                                                            |
|  |                                                                               |

|  | Подсекција Krempfianae |
|  |                        |
|  | Подсекција Strobus     |
|  |                        |

|  | Подсекција Cembroides                                                            |
|  |                                                                                  |
|  | \| \| Подсекција Balfourianae \| \| \| \| \| \| Подсекција Nelsoniae \| \| \| \| |
|  |                                                                                  |
|  | Подсекција Balfourianae                                                          |
|  |                                                                                  |
|  | Подсекција Nelsoniae                                                             |
|  |                                                                                  |

|  | Подсекција Balfourianae |
|  |                         |
|  | Подсекција Nelsoniae    |
|  |                         |

|  | Подсекција Gerardianae                                                        |
|  |                                                                               |
|  | \| \| Подсекција Krempfianae \| \| \| \| \| \| Подсекција Strobus \| \| \| \| |
|  |                                                                               |
|  | Подсекција Krempfianae                                                        |
|  |                                                                               |
|  | Подсекција Strobus                                                            |
|  |                                                                               |

|  | Подсекција Krempfianae |
|  |                        |
|  | Подсекција Strobus     |
|  |                        |

|  | Подсекција Cembroides                                                            |
|  |                                                                                  |
|  | \| \| Подсекција Balfourianae \| \| \| \| \| \| Подсекција Nelsoniae \| \| \| \| |
|  |                                                                                  |
|  | Подсекција Balfourianae                                                          |
|  |                                                                                  |
|  | Подсекција Nelsoniae                                                             |
|  |                                                                                  |

|  | Подсекција Balfourianae |
|  |                         |
|  | Подсекција Nelsoniae    |
|  |                         |

|  | Подсекција Contortae                                                           |
|  |                                                                                |
|  | \| \| Подсекција Ponderosae \| \| \| \| \| \| Подсекција Australes \| \| \| \| |
|  |                                                                                |
|  | Подсекција Ponderosae                                                          |
|  |                                                                                |
|  | Подсекција Australes                                                           |
|  |                                                                                |

|  | Подсекција Ponderosae |
|  |                       |
|  | Подсекција Australes  |
|  |                       |

|  | Подсекција Pinus    |
|  |                     |
|  | Подсекција Pinaster |
|  |                     |

|  | Подсекција Contortae                                                           |
|  |                                                                                |
|  | \| \| Подсекција Ponderosae \| \| \| \| \| \| Подсекција Australes \| \| \| \| |
|  |                                                                                |
|  | Подсекција Ponderosae                                                          |
|  |                                                                                |
|  | Подсекција Australes                                                           |
|  |                                                                                |

|  | Подсекција Ponderosae |
|  |                       |
|  | Подсекција Australes  |
|  |                       |

|  | Подсекција Pinus    |
|  |                     |
|  | Подсекција Pinaster |
|  |                     |

|  | Подсекција Gerardianae                                                        |
|  |                                                                               |
|  | \| \| Подсекција Krempfianae \| \| \| \| \| \| Подсекција Strobus \| \| \| \| |
|  |                                                                               |
|  | Подсекција Krempfianae                                                        |
|  |                                                                               |
|  | Подсекција Strobus                                                            |
|  |                                                                               |

|  | Подсекција Krempfianae |
|  |                        |
|  | Подсекција Strobus     |
|  |                        |

|  | Подсекција Cembroides                                                            |
|  |                                                                                  |
|  | \| \| Подсекција Balfourianae \| \| \| \| \| \| Подсекција Nelsoniae \| \| \| \| |
|  |                                                                                  |
|  | Подсекција Balfourianae                                                          |
|  |                                                                                  |
|  | Подсекција Nelsoniae                                                             |
|  |                                                                                  |

|  | Подсекција Balfourianae |
|  |                         |
|  | Подсекција Nelsoniae    |
|  |                         |

|  | Подсекција Gerardianae                                                        |
|  |                                                                               |
|  | \| \| Подсекција Krempfianae \| \| \| \| \| \| Подсекција Strobus \| \| \| \| |
|  |                                                                               |
|  | Подсекција Krempfianae                                                        |
|  |                                                                               |
|  | Подсекција Strobus                                                            |
|  |                                                                               |

|  | Подсекција Krempfianae |
|  |                        |
|  | Подсекција Strobus     |
|  |                        |

|  | Подсекција Cembroides                                                            |
|  |                                                                                  |
|  | \| \| Подсекција Balfourianae \| \| \| \| \| \| Подсекција Nelsoniae \| \| \| \| |
|  |                                                                                  |
|  | Подсекција Balfourianae                                                          |
|  |                                                                                  |
|  | Подсекција Nelsoniae                                                             |
|  |                                                                                  |

|  | Подсекција Balfourianae |
|  |                         |
|  | Подсекција Nelsoniae    |
|  |                         |

Врсте подрода Ducampopinus сматране су посредницима између два друга подрода. У модерној класификацији, сврставане су у подрод Strobus, али се ни у један нису добро уклопиле, те су класификоване у трећи подрод. Године 1888, калифорнијски ботаничар Џон Гил Лемон ставио их је у подрод Pinus. Генерално, ова класификација истицала је морфологију шишарке, семенки и љуски листова, а врсте у сваком подроду обично су биле препознатљиве по свом општем изгледу. Бор са једним фиброваскуларним снопом по листу (бивши подродови „Strobus“ и „Ducampopinus“) били су познати као „хаплоксилонски борови“, док су борови са два фиброваскуларна снопа по листу, (подрод „Pinus“) називани „диплоксилонски борови“. Диплоксилонски имају тврђе дрво и већу количину смоле од борова хаплоксилонских.
Неколико својстава се користи за разликовање подродова, секција и подсекција борова: број листова (игалица) по скупној честици, број фиброваскуларних снопова иглицее, положај смоластих канала у иглицама, присуство или облик семенских крила и положај умба (грбице), те присуство бодљи на на љускама семенских чешера.

## Распрострањеност
Борови су распрострањени у шумским подручјима умереног појаса, већином на северној полулопти, од поларног круга до Гватемале, западне Индије, северне Африке и Индонезије.
Борови живе под врло различитим еколошким условима. Отпорни су према мразу и изразито су светлољубиве врсте. Добро успевају и на слабијим, каменитим, пешчаним и сувим земљиштима. Размножавају се генеративно и вегетативно.

### Борови у Србији
У шумама Србије расте пет аутохтоних врста борова:
- Црни бор - Pinus nigra,
- Бели бор или сребрни бор - Pinus silvestris,
- Бор кривуљ или планински бор - Pinus mugo,
- Муника - Pinus heldreichii и
- Молика - Pinus peuce.

Молика и муника су терцијерни реликти и ендемске врсте Балканског полуострва.

### Друге интересантне врсте борова
Интересантне су и друге врсте борова, значајне због својих декоративних или употребних особина:
- Хималајски бор - Pinus wallichiana, врста изузетне лепоте, честа на зеленим површинама,
- Вајмутов бор, боровац - Pinus strobus, прилагодљива врста, значајна за пошумљавање голети,
- Пињол, пинија - Pinus pinea, врста која осим изузетне лепоте има и јестиво семе,
- Алепски бор - Pinus halepensis, приморска врста изузетне лепоте и
- Pinus longaeva, врста борова која се убраја у најдуговечније живе организме на планети.

## Изглед
Четине се развијају на краткорастима, по 2, 3 или 5 у заједничком прозрачном рукавцу.
Мушке цвасти су висеће и развијају се у скупинама на врху овогодишњих изданака. Поленова зрнца имају два ваздушна мехурића. Опрашивање се врши ветром, али процес оплодње обавља се тек годину дана касније, а за то време у семеном заметку развија ембрионска врећица и примарни ендосперм са јајним ћелијама.
Женске цвасти, које уобичајено зовемо шишарке, обично се развијају под вршним пупољком. Стерилне љуспе су врло мале и ситне, а касније закржљале. Фертилне љуспе при врху имају задебљали део - апофизу, на којој је грбица - умбо. Шишарке су зреле у другој или трећој години. Семе је са криоцетом.
- Ботанички цртежи различитих врста борова
- Pinus pinea
 двоигличасти бор
- Pinus mugo
 двоигличасти бор
- Pinus jeffreyi
 троигличасти бор
- Pinus strobus
 петоигличасти бор
- Pinus wallichiana
 петоигличасти бор

## Употреба
Дрво многих врста борова углавном је цењено у столарству, грађевинарству, бродоградњи, али и у резбарству. Код неких врста се користи и за добијање смоле - смоларење.
Младе четине борова садрже витамин Ц, па се од њих могу справљати чајеви и витамински напици. У неким земљама од мушких цвасти праве се посластице, тако што се оне кандирају умакањем у густи, врући сируп. Семе борова је по правилу јестиво, али су углавном веома ситне и неиздашне, осим семена врста са крупним семеном, међу којима је пињол (Pinus pinea) најпознатији. Његово семе је укусно и користи се као зачин, или се једе сирово попут орашастог воћа, дуж целог Медитерана.
Више о употреби борова код сваке врсте појединачно.

## Значај у озелењавању
У пејзажној архитектури род борова је изузетно цењен. Многе врсте борова користе се као украсне у озелењавању урбаних предела. Посебно су значајни за постизање колорита зелене површине током зимских месеци. Обзиром да су углавном прилагођени суровим климатским условима и сиромашним земљиштима неке врсте борова (попут црног бора) користе се као пионирске врсте за пошумљавање голети.

## Бор у народној традицији
У народној традицији бор је сматран светим дрветом, чак отелотворењем божанства. Ово веровање у нашем народу потиче још од старих Словена. Тако се и данас у неким крајевима може чути заклетва "бора ми". Стари борови и данас често представљају записе, стабла која се не смеју сећи нити на други начин оштетити.. У прошлости су се под њиховим крошњама организовали сабори и друга народна окупљања. Нарочито су била цењена стара стабла, попут бора краља Милутина, или бора цара Уроша у Урошевцу који је жив и данас и заштићен као споменик природе. Такође на Каменој Гори надомак Пријепоља расте стабло црног бора старо више од 400 година. Мештани га зову Свети Бор или Светибор. И овај бор је један од древних борова који су под заштитом државе, као споменици природе.
Бор је поштован код многих народа, па се тако може наћи на поштанским маркама, грбовима и заставама многих земаља.
- Грб града Хвоздец (Hvozdec), Округ Чешке Будјејовице, Чешка
- Грб Кетовског реона (Кетовский район), Курганска област, Русија
- Грб града Гвадалахара, Мексико